# Ночь была темна
«Ночь была темна» (также «Тьма была ночью», англ. Dark Was the Night) — американский художественный фильм ужасов 2014 года, снятый Джеком Хеллером по сценарию, ранее включённому в чёрный список лучших сценариев.

## Сюжет
Действие происходит поздней осенью в небольшом городке в американской глубинке. Шериф Пол Шилдс переживает семейную драму: несколько месяцев назад в бассейне погиб его маленький сын, и хотя это был несчастный случай, Шилдс по-прежнему винит себя в случившемся. Не выдержав депрессии мужа, его жена решает подать на развод, и второй сын пары живёт попеременно то с матерью, то с отцом.
Однажды местный владелец лошадей сообщает о том, что ночью у него пропала лошадь. Шилдс и его помощник, недавно переехавший из Нью-Йорка Донни, считают, что сам владелец скорее всего случайно оставил калитку открытой, однако скоро начинают происходить другие странные события. Как-то утром в разных местах городка находят необычные следы: они похожи на отметины копыт, но при этом тот, кто их оставил, передвигался на двух ногах. Следы внезапно обрываются в лесу возле деревьев. Вечером Шилдс, привозя сына домой, замечает в кустах какое-то существо, а затем видит непонятное существо возле конюшни, причём на стене здания остаются глубокие следы когтей. В это же время дикие животные по неизвестной причине покидают окрестные леса. Донни слышит местные индейские легенды о «дьяволе», который убивал людей в этих лесах, но Шилдс призывает не верить этим рассказам.
Тем не менее, вскоре сам Шилдс получает своеобразное предупреждение: ночью на дороге он останавливается перед трупом оленя, на котором видны следы когтей, а пока он осматривается, какое-то существо пробегает мимо и забирает тушу. Из трёх охотников, отправившихся в лес, возвращается только один, рассказывая, что на них кто-то напал, и тела убитых позже находят на деревьях. Шилдс получает известие о том, что несколько дней назад в девяноста милях от города на лесозаготовках пропала без вести целая бригада. Он начинает подозревать, что какое-то дикое животное, веками скрывавшееся в чаще, из-за вырубки лесов мигрировало в их область, и теперь борется за выживание.
На город надвигается снежная буря. Часть жителей эвакуируется, оставшиеся запираются по домам. После того, как в дом Шилдса приходит существо из леса, он собирает всех оставшихся в городке в местной церки, где они запираются. Однако существо приходит туда. Все, кроме Шилдса и Донни, уходят в подвал, а двое полицейских вступают в схватку с монстром. Он ранит их обоих, но в результате Шилдс убивает существо ножом. Донни замечает, что на существе не видно раны от его выстрела. Полицейские понимают, что этот монстр был не единственным. В эпилоге показан вид на церковь снаружи и несколько таких же существ, которые подбираются к ней.

## В ролях
- Кевин Дюранд — шериф Пол Шилдс
- Лукас Хаас — помощник шерифа Донни Сандерс
- Бьянка Кайлич — Сюзан Шилдс
- Итан Худисман — Адам Шилдс
- Ник Дамичи — Эрл Лернер
- Хит Фриман — Джим, сын Эрла
- Сабина Гадеки — Клэр
- Стив Эйджи — бригадир

## Критика
Фильм получил смешанные отзывы: на Rotten Tomatoes у него 52% одобрения на основе 21 рецензии, на Metacritic — 40 баллов на основе 10 рецензий.
По мнению Бориса Хохлова, «Тьма была ночью» «сочетает в себе два довольно разных фильма, каждый из которых время от времени предпринимает попытки подавить второй, что в итоге превращает картину в кино упущенных и подавленных возможностей» — в результае «на выходе получилось кино, которое отчаянно выдает себя за хоррор, на деле являясь семейной драмой».